# Ontvoerd (boek)
Ontvoerd is een roman uit 1935 van de Nederlandse schrijver Hans de la Rive Box. Het boek verscheen met als ondertitel : Een avontuurlijk verhaal voor jongens, met illustraties van Rie Reinderhoff en werd uitgegeven door uitgeverij H.J.W. Becht.

## Inhoud
Kees Woudenberg is een 15-jarige jongen uit Amsterdam. Hij is van plan om een week bij zijn oudere broer Wouter in Brussel te gaan logeren. Hij vertrekt met de Parijse D-trein naar Brussel. Onderweg in de trein komt hij met een medereiziger in contact, een zeer grote en lange man die monsieur Gibet heet en in Brussel woont. Het is een vriendelijke man en ze raken aan de praat. Samen gaan ze eten in de restauratiewagen. Dan komt er een heel klein mannetje binnenlopen, die even vlak naast Kees gaat staan en dan weer verder loopt. Even later merkt Kees dat zijn portemonnee is gestolen. Het is duidelijk dat de dwerg een zakkenroller was. Monsieur Gibet en Kees waarschuwen de conducteur en samen gaan ze zoeken, maar de dwerg is onvindbaar. Kees is nu al zijn geld kwijt maar monsieur Gibet wil hem graag helpen en hij zal er voor zorgen dat hij bij zijn broer in Brussel komt. Als ze in Brussel zijn aangekomen lopen ze samen de stad in. Kees zou door zijn broer Wouter afgehaald worden maar Wouter blijkt er niet te zijn. Gibet heeft een grote zware koffer bij zich die de kruier afgeeft bij een café. Gibet en Kees lopen verder de stad in, op weg naar het huis van Wouter. Ze komen in een achterbuurt terecht met oude vervallen huizen en smalle straatjes. Gibet zegt dat Kees een steegje in moet lopen. Nu vertrouwt Kees het niet meer. Gibet wordt ineens kwaad en dwingt hem om een huis binnen te gaan. Als ze binnen zijn komt ook de dwerg de kamer in lopen. Kees krijgt wat te drinken en valt direct in slaap. 
Als hij wakker wordt is het nacht en bevindt hij zich in een grote tent die vlak naast een circus staat. Twee meisjes van zijn leeftijd zitten naast hem en even later komen Gibet en de dwerg de tent binnen. Hij wordt opgesloten in een woonwagen. Hij hoort van een van de meisjes dat zijn ontvoering een vergissing was. Later die nacht wordt hij opgehaald door Gibet. Er is een taxi besteld die hem naar zijn broer in Brussel zal brengen, op voorwaarde dat Kees niet de politie zal waarschuwen. Kees moet het op zijn erewoord beloven anders zal het slecht met hem aflopen. Kees belooft. Hij stapt in de taxi en de auto rijdt de nacht in. De weg is zeer slecht en gaat door een bosachtig gebied. Op een gegeven moment is er een explosie en de auto slaat over de kop. De deur is open en Kees wordt de wagen uit geslingerd. De auto vliegt in brand. Kees is ongedeerd en loopt het bos in.  Hij komt op een pad dat langs een hoge omheining met prikkeldraad loopt. Hij besluit om er over heen te klimmen. Uiteindelijk lukt dat en met gescheurde kleren loopt hij het bos in. Omdat het nacht is kan hij zich niet goed oriënteren, maar het blijkt een soort park te zijn. Er lopen buffels en er zitten apen in de bomen. Het is duidelijk dat hij in een soort dierenpark is terecht gekomen. Hij komt bij een vijver en dan ineens ziet hij een grote krokodil die langzaam op hem af schuift. Kees vlucht in een boom. Hij is dodelijk vermoeid en uiteindelijk valt hij in slaap. Als hij wakker wordt is het dag. Zeer op zijn hoede verlaat hij de boom en ontmoet dan een meisje. Ze is de dochter van de parkopzichter en haar ouders wonen naast het park. Kees krijgt schone kleren en wordt bij zijn broer in Brussel gebracht. Maar omdat hij een eed heeft afgelegd wil hij niet alles vertellen wat hem is overkomen. 
De politie is niet tevreden met de halve waarheid van Kees en gaat op onderzoek uit.

## Waardering
Literatuurcriricus Kees Fens schreef over Ontvoerd : "De angstgevoelens door dat boek veroorzaakt zijn zeer hardnekkig, ze gingen op ontelbare zaken en mensen over." In zijn column "Een heel mooi slecht boek" in De Volkskrant schreef hij: "Ontvoerd heb ik wel vier keer gelezen, al was de hoofdpersoon een net iets te nette jongen met zijn plusfour, maar hij werd toch maar in de trein ontvoerd door een dwerg die uit een koffer kwam. Ze hielden hem voor een ander, een nog rijkere jongen in een nog mooiere plusfour. Hij kwam in Brusel terecht en van die stad heb ik door dat boek jarenlang een zeer ongunstig beeld gehad."